# Бартоломью (округ)
Барто́ломью (англ. Bartholomew County) — округ в штате Индиана, США. Официально образован 12 февраля 1821 года. По состоянию на 2010 год, численность населения составляла 76 794 человека.

## География
По данным Бюро переписи США, общая площадь округа равняется 1 060,658 км2, из которых 1 053,898 км2 суша и 6,786 км2 или 0,640 % это водоёмы.

## Население
По данным переписи населения 2000 года в округе проживает 71 435 жителей в составе 27 936 домашних хозяйств и 20 058 семей. Плотность населения составляет 68,00 человек на км2. На территории округа насчитывается 29 853 жилых строений, при плотности застройки около 28,00-ми строений на км2. Расовый состав населения: белые — 94,17 %, афроамериканцы — 1,83 %, коренные американцы (индейцы) — 0,15 %, азиаты — 1,90 %, гавайцы — 0,04 %, представители других рас — 0,96 %, представители двух или более рас — 0,95 %. Испаноязычные составляли 2,24 % населения независимо от расы.
В составе 33,90 % из общего числа домашних хозяйств проживают дети в возрасте до 18 лет, 58,60 % домашних хозяйств представляют собой супружеские пары проживающие вместе, 9,70 % домашних хозяйств представляют собой одиноких женщин без супруга, 28,20 % домашних хозяйств не имеют отношения к семьям, 24,00 % домашних хозяйств состоят из одного человека, 8,80 % домашних хозяйств состоят из престарелых (65 лет и старше), проживающих в одиночестве. Средний размер домашнего хозяйства составляет 2,52 человека, и средний размер семьи 2,98 человека.
Возрастной состав округа: 26,50 % моложе 18 лет, 7,70 % от 18 до 24, 29,70 % от 25 до 44, 24,00 % от 45 до 64 и 24,00 % от 65 и старше. Средний возраст жителя округа 36 лет. На каждые 100 женщин приходится 96,60 мужчин. На каждые 100 женщин старше 18 лет приходится 93,90 мужчин.
Средний доход на домохозяйство в округе составлял 44 184 USD, на семью — 52 097 USD. Среднестатистический заработок мужчины был 38 350 USD против 24 652 USD для женщины. Доход на душу населения составлял 21 536 USD. Около 5,90 % семей и 7,30 % общего населения находились ниже черты бедности, в том числе — 9,20 % молодежи (тех, кому ещё не исполнилось 18 лет) и 7,90 % тех, кому было уже больше 65 лет.